# Ацетат гольмия(III)
Ацета́т го́льмия(III) — химическое соединение, гольмиевая соль уксусной кислоты. Образует кристаллогидраты — обычно в виде тетрагидрата Ho(CH3COO)3·4H2O.  Ацетат гольмия образован редким металлом гольмием, принадлежащим к группе лантаноидов. Парамагнетик.

## Физические свойства
Бледно-жёлтые хрупкие кристаллы. Сингония: триклинная (тетрагидрат). Растворим в воде.

## Получение
Используются обычные методы получения солей уксусной кислоты — взаимодействие оксида, гидроксида или карбоната гольмия(III) и уксусной кислоты по реакциям:
Ho2O3 +6CH3COOH + = 2Ho(CH3COO)3 + 3H2O
Ho(OH)3 + 3CH3COOH + = Ho(CH3COO)3 + 3H2O
Ho2(CO3)3 + 6CH3COOH + = 2Ho(CH3COO)3 + 3H2O + 3CO2↑
При растворении оксида гольмия в уксусной кислоте при pH 4 образуется димерное соединение тетрагидрата ацетата гольмия Ho2(CH3COO)6 · 4H2O.

## Химические свойства
Гидрат ацетата гольмия полностью дегидратируется в две стадии, а затем разлагается до Но2О3 при 570 °С через три некристаллических нестабильных промежуточных соединения Летучими продуктами разложения ацетата были пары воды, уксусная кислота, кетен, ацетон, метан и изобутен.

## Применение
Ацетат гольмия используется в производстве керамики, стекла, люминофоров, металлогалогенных ламп, в качестве легирующей примеси в гранатовых лазерах. Он также используется в ядерных реакторах для контроля цепной реакции.